# کروکوتشین
کروکوتشین (به چکی: Krokočín) یک منطقهٔ مسکونی در جمهوری چک است که در منطقه تربیچ واقع شده‌است.
 کروکوتشین ۴٫۳۲ کیلومتر مربع مساحت و ۲۰۹ نفر جمعیت دارد و ۴۷۲ متر بالاتر از سطح دریا واقع شده‌است.